# فريق الغوص الكويتي
فريق الغوص الكويتي Kuwait Dive Team، هو فريق تطوعي تأسس في الخامس والعشرين من 
ديسمبر عام 1991، تم تأسيسه في النادي العلمي الكويتي للقيام بما يتطلبه الواجب الوطني بعد طرد الغزاة العراقيين من الكويت، وكانت من أولى مهامه هي إزالة المخلفات البحرية اثر العدوان العراقي الغاشم، ويأتي تشكيل هذا الفريق الذي ضم في البداية 25 متطوعا.. كتأكيد للتلاحم الوطني وحب الأرض والفداء لكن العدد بدأ في الازدياد بعد انضمام بعض الهواة المؤهلين الآخرين والذين يحملون الرخص الدولية للغوص، وخلال فترة وجيزة تمكن فريق الغوص الكويتي من انجاز العديد من الأعمال.. وكانت بعضها تعد مخاطرة نتيجة تلوث المياه بالنفط، وانعدام الرؤية في كثير من المواقع إضافة إلى إن العدوان العراقي كان قد وضع العديد من الألغام البحرية، والأسلاك الشائكة المكهربة في مساحات كبيرة، ومع كل ذلك تمكن فريق الغوص الكويتي وفي فترة قياسية من انتشال نحو 172 سفينة ويخت تصل أوزانها إلى ألاف الأطنان، وتحتوي على أكثر من 40000 جالون من النفط الضار وذلك في فترات مختلفة.
والواقع إن الغوص يمثل لدولة الكويت واقع تاريخي راسخ، فهي دولة ساحلية عاش أهلها منذ القدم على خيرات البحر.. وارتبط ماضيهم ارتباطا قويا في اللؤلؤ الذي كان بالنسبة لهم مصدر رزق وعيش، ولم يكن هواية بقدر ما كان حرفة ومهنة وحياة، ولقد كان الاعتماد الأساسي على اللؤلؤ – قبل ظهور النفط – وكان يعد صيده المصدر الرئيسي للاقتصاد الوطني.

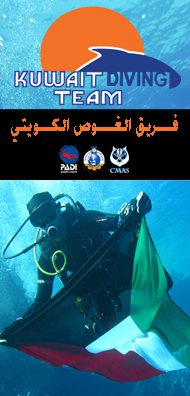
شعار فريق الغوص الكويتي

.. ولعل فريق الغوص الكويتي الحالي يمثل الجيل الثاني وامتداد لمؤسسين الفريق، حملوا راية حماية البيئة البحرية الكويتية على عاتقهم.

## أهداف فريق الغوص الكويتي
وقد وضع فريق الغوص الكويتي أهدافا محددة تتلخص في النقاط التالية :
- 1. المساهمة في خلق الوعي البيئي لدى فئات المجتمع المختلفة وحثهم على المحافظة على البيئة البحرية.
- 2. خلق روح الإبداع والابتكار لدى أعضاء الإدارة والمساهمة في تطوير قدراتهم وإبداعاتهم.
- 3. المشاركة والمتابعة والتنظيم بالنسبة للمؤتمرات والملتقيات والمعسكرات والمسابقات العلمية المحلية والدولية المتعلقة بالعلوم البحرية
- 4. فتح قنوات مع الكفاءات الوطنية والعالمية المهتمة بالعلوم البحرية للاستفادة من خبراتهم.
- 5. عمل الدراسات والبحوث الخاصة بالعلوم البحرية.
- 6. رفع كفاءة الأعضاء من خلال الأنشطة والدورات التدريبية المختلفة.
- 7. توجيه ممارسة الهواية في مجال العمل الوطني التطوعي وتسخيرها لخدمة البحث العلمي.
- 8. المشاركة الفعالة في الأنشطة الوطنية المختلفة والتي تخدم البيئة البحرية.
- 9. إعداد كوادر وطنية مؤهلة للعمل في كل الظروف بطريقة علمية متطورة

## وصلات خارجية
- موقع فريق الغوص الكويتي على اليوتيوب

http://www.divingteamkw.com/